# Лок, Питер
Питер А. Лок — американский кинопродюсер и соучредитель The Kushner-Locke Company вместе со своим партнером Дональдом Кушнером.
Телевизионные работы Локка включают сериалы «Шоу Стокарда Ченнинга», «Автомен», шесть сезонов «1st & Ten», 860 эпизодов «Суда по разводам», 66 эпизодов «Тропической жары», «Устройство», «Пистолет», «Крекер» и «Олени Запада». Кроме того, он выпустил 38 фильмов недели, шесть мини-сериалов, игровых шоу, анимационных синдицированных шоу и более 50 наименований для прямой трансляции на видео/DVD.
Лок — агент киностудии Castel Film Studios в Бухаресте, Румыния, одной из крупнейших киностудий в Европе.
Питер Локк — отец музыканта Тейлора Лока, сооснователя и лидер-гитариста групп Rooney и Taylor Locke and the Roughs.
Питер Лок женат на комедиантке Лиз Торрес.